# Leodegario
Leodegario (en latín: Leodegarius; en francés: Léger; c. 615 - 2 de octubre de 679) fue un mártir burgundio, obispo de Autun. Hijo de santa Sigrada y hermano de san Warino.
Leodegario era un oponente de Ebroino, mayordomo de palacio franco de Neustria y líder de la facción de nobles de Austrasia en la lucha por la hegemonía sobre la decadente dinastía merovingia. Su tortura y muerte lo convirtieron en mártir y santo.

## Primeros años
Leodegario era hijo de un noble burgundio de alto rango, Bodilon, conde de Poitiers y de París, y de Sigrada de Alsacia, que más tarde se hizo monja en Sainte-Marie de Soissons. Su hermano era Warinus.
Pasó su infancia en París en la corte de Clotario II, rey de los francos, y fue educado en la escuela del palacio. Cuando creció, fue enviado a Poitiers, donde había una escuela catedralicia, para estudiar con su tío materno, Desiderio (Dido), obispo de Poitiers. A los 20 años su tío lo nombró archidiácono.
Poco después se consagró sacerdote y en 650, con el permiso del obispo, se convirtió en monje en el monasterio de Saint-Maixent (Saint-Maixent-l'École). Pronto fue elegido abad e inició reformas, incluida la introducción de la regla benedictina.

## Carrera
Alrededor de 656, en la época de usurpación de Grimoaldo en Austrasia y el destierro del heredero Dagoberto II, Leodegario fue llamado a la corte neustriana por la reina viuda Batilda para ayudar en el gobierno de los reinos unidos y en la educación de sus hijos. Luego, en 659, fue nombrado obispo de Autun, en Borgoña. De nuevo emprendió el trabajo de reforma y celebró un concilio en Autun en 661. El concilio denunció el maniqueísmo y fue el primero en adoptar el trinitario Credo atanasiano. Hizo reformas entre el clero secular y en las comunidades religiosas, e hizo erigir tres baptisterios en la ciudad. La iglesia de Saint-Nazaire fue ampliada y embellecida, y se estableció un refugio para los indigentes. Leodegario también hizo que se repararan los edificios públicos y se restauraran las antiguas murallas romanas de Autun. Su autoridad en Autun lo colocó como líder entre los nobles franco-borgoñones.
Mientras tanto, en 660 los nobles austrasianos exigieron un rey, y el joven príncipe Childerico II les fue enviado por influencia de Ebroino, mayordomo de palacio en Neustria. La reina se retiró, de una corte que pertenecía a Ebroino en todo menos en el nombre, a una abadía que había fundado en Chelles (Abadía de Notre-Dame-des-Chelles), cerca de París. A la muerte del rey Clotario III en 673, se produjo una lucha dinástica, con pretendientes rivales como peones; Ebroino elevó a Teoderico al trono, pero Leodegario y los otros obispos apoyaron las reclamaciones de su hermano mayor Childerico II, quién, con la ayuda de austrasianos y burgundianos, finalmente se hizo rey. Ebroino fue internado en Luxeuil y Teoderico enviado a St. Denis.
Leodegario permaneció en la corte, guiando al joven rey. En 673 o 675, aun así, Leodegario también fue enviado a Luxeuil. La causa, una protesta contra el matrimonio de Childerico y su prima hermana, Blitilda, es una convención hagiográfica; como dirigente de los nobles de Austrasia y Burgundia, Leodegario fue fácilmente representado como un peligro por sus enemigos. Cuando Childerico II fue asesinado en Bondy en 675, por un franco descontento, Teoderico III se instaló como rey en Neustria, haciendo de Leudesius su mayordomo. Ebroino aprovechó el caos para escapar de Luxeuil y apresurarse a la corte. En poco tiempo, Ebroino provocó el asesinato de Leudesius y volvió a ser mayordomo, e implacable enemigo de Leodegario.

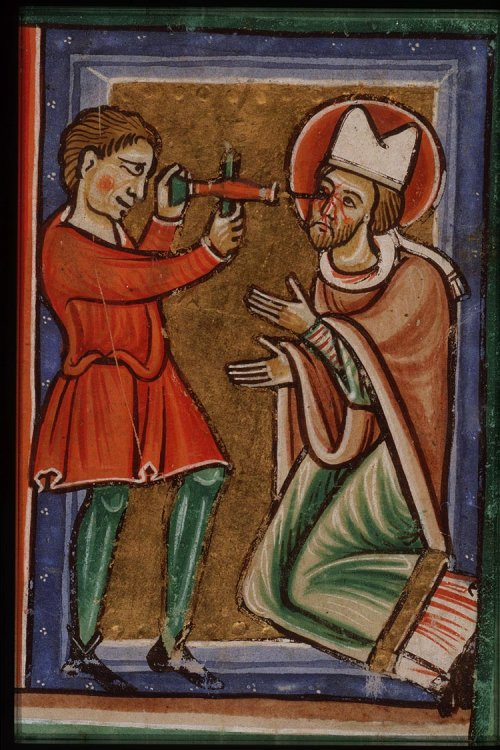
El martirio de san Leodegario.

Hacia 675, el duque de Champagne, el obispo de Châlons-sur-Marne y el obispo de Valence, agitados por Ebroino, atacaron Autun y Leodegario cayó en sus manos. A instancias de Ebroino, a Leodegario le sacaron los ojos, le cauterizaron las cuencas y le cortaron la lengua. Unos años más tarde, Ebroino convenció al rey de que Childerico había sido asesinado por instigación de Leodegario. El obispo fue detenido de nuevo y, tras un simulacro de juicio, fue degradado y condenado a un nuevo exilio en Fécamp, en Normandía. Cerca de Sarcing fue conducido a un bosque por orden de Ebroino y decapitado.
Se conserva un testamento dudoso redactado en la época del concilio de Autun, así como las actas del concilio. También se conserva una carta que hizo que le enviaran a su madre después de su mutilación.
En 782, sus reliquias fueron trasladadas desde el lugar de su muerte, Sarcing en Artois, al lugar de su primera hagiografía: la abadía de Saint-Maixent (Saint-Maixent-l'École) cerca de Poitiers. Posteriormente fueron trasladados a Rennes y de allí a Ebreuil, lugar que tomó el nombre de Saint-Léger en su honor. Algunas reliquias aún se conservan en la catedral de Autun y en el Grand Séminaire de Soissons. En 1458, el cardenal Rolin hizo que su fiesta fuera observada como un día sagrado de obligación.
Para fuentes de su biografía, hay dos Vidas tempranas (aunque no contemporáneas), extraídas de la misma fuente perdida (Krusch 1891), y también dos posteriores (una de ellas en verso).

## Importancia cultural
Históricamente, entre los mercaderes británicos existía la costumbre de vender en mayo, pasar el verano fuera de Londres y luego regresar el día de San Leodegario. Esto dio lugar al dicho utilizado en lo que respecta a los mercados de comercio financiero, "Sell in May and go away, and come on back on St. Leger's Day" (Vende en mayo y vete, y vuelve el día de San Leodegario).